# Синагога Газы
Древняя синагога Газы была построена в 508 году нашей эры в византийский период и была обнаружена в 1965 году. Она располагалась в древнем портовом городе Газа, тогда известном как «Маюма», в настоящее время в районе Римал города Газа.

## История
Синагога была обнаружена в 1965 году египтянами, которые проводили раскопки, чтобы заложить фундамент для строительства казино. Не долго думая они объявили, что обнаружили церковь. Вскоре после открытия в итальянском церковном бюллетене было опубликовано, что «согласно новостям, появившимся в египетской прессе, делегация Департамента древностей обнаружила в Газе остатки церкви пятого века, включая две прекрасные мозаики. Обе мозаики имеют надписи на греческом и иврите». Михаил Ави-Йона, один из крупнейших археологов Израиля, сразу определил, что это не церковь, а синагога.
Позже была найдена мозаика, изображающая царя Давида в короне и играющего на лире, с надписью на иврите. Мозаика была датирована 508-09 годами нашей эры и её размеры составляли 3 метра в высоту и 1,9 метра в ширину. Первоначально решили это описать как изображение святой женщины, играющей на арфе. Египетские археологи заявили, что мозаика на самом деле была мозаикой Орфея, причём Орфей был фигурой из греческой мифологии, которая обычно ассоциировалась с Иисусом или Давидом и использовалась в византийском искусстве. Вскоре после обнаружения мозаики лицо Давида было выломано.
Два года спустя, когда сектор Газа был оккупирован в ходе Шестидневной войны, Управление древностей прибыло на это место и подтвердило гипотезу Ави-Йоны о том, что это был пол синагоги. Во-первых, из-за изображения царя Давида с еврейской надписью над ним. Во-вторых, имена в мозаичной надписи — еврейские. В-третьих, на мозаике много изображений виноградной лозы и оливок — ярких еврейских символов. И наконец — обнаруженный синагогальный комплекс построен так, что направление молитвы обращено в сторону Иерусалима, как построены все синагоги в мире. Мозаика была передана в Израильский музей для реставрации.
Обнаруженная синагога отличалась необычными размерами. Она состояла из пяти уровней, в то время как другие древние синагоги в Земле Израиля имели только три уровня. Размер синагоги свидетельствовал о большом богатстве еврейской общины Газы. Работа по обнаружению синагоги продолжалась под руководством профессора Ашера Овадии. В ходе разоблачений выяснилось, что здесь, помимо синагоги, находился еврейский культурный и духовный общественный центр.
Мозаичный пол синагоги выставлен в Музее Доброго самаритянина, расположенном на дороге Иерусалим-Иерихон недалеко от израильского поселения Маале-Адумим на Западном Берегу.

## Описание

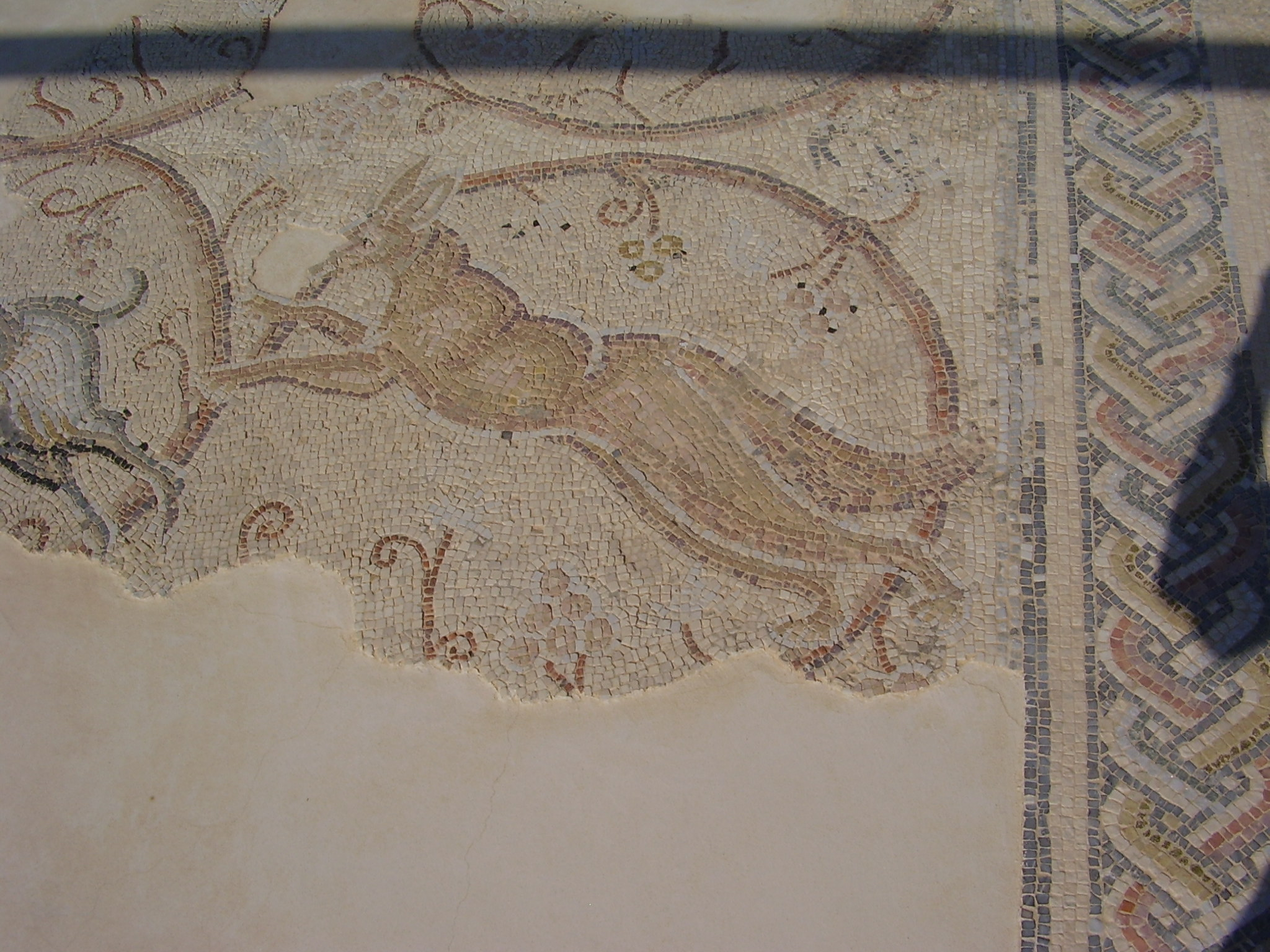
Часть мозаичного пола синагоги

### Мозаичный пол
На самой известной панели мозаичного пола изображен царь Давид, имя которого указано в еврейской надписи «Давид» (ивр. דויד‎), сидящий и играющий на лире, а перед ним покорно слушают несколько диких животных. Иконография представляет собой яркий пример изображения Давида в позе легендарного греческого музыканта Орфея. В центральной надписи мозаики написаны следующие слова на греческом языке: «Мы, Менахем и Иешуа, сыновья покойного Иессея, торговцы древесиной, в знак поклонения самому святому месту, подарили эту мозаику в месяц Лоос в год 569» (примерно соответствует июлю-августу 508 года; перепись евреев Газы началась с изгнания Габиния во времена Помпея в 61 году до нашей эры).

### Сохранение и реставрация мозаики

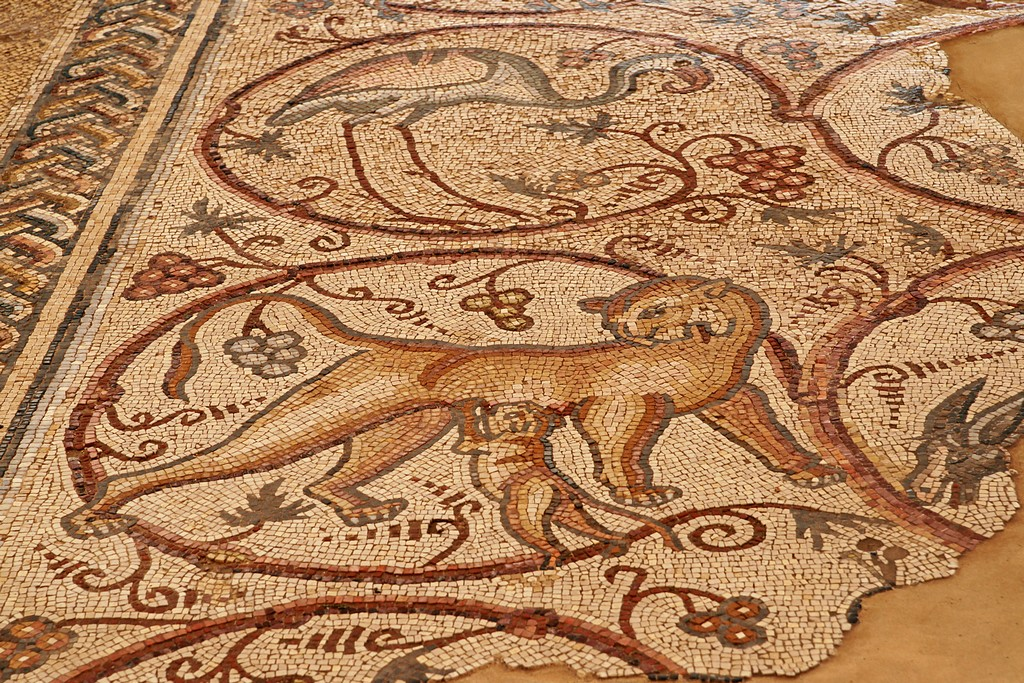
Деталь мозаики с животным

В годы, когда сектор Газа находился под контролем израильских военных, синагога служила центром для посетителей, где можно было узнать о еврейской жизни в Газе и полюбоваться древней мозаикой. В 1980-х годах, когда стало ясно, что голый пол начал разрушаться и разрушаться, Управление древностей сняло его с места, привезло в Израильский музей на реконструкцию, а затем перевезло на экспозицию в Нетцере.
После соглашений «Осло» контроль над сектором Газа был передан Палестинской автономии, которая не выполнила свои обязательства по сохранению этого места. В документе, подготовленном службами безопасности в 1997 году, было указано, что Палестинская администрация не позволяет израильтянам войти на это место на том основании, что оно находится очень близко к офису Ясира Арафата.
После плана размежевания мозаичный пол был перенесён в Музей Рокфеллера. В 2009 году был открыт Музей доброго самаритянина — музей мозаики, где в настоящее время экспонируется мозаика древней синагоги в секторе Газа. Часть Давида, играющего на арфе, в этом музее является копией, а оригинал находится в Музее Израиля. В 2011 году в Ницане был создан Центр увековечения наследия Гуш-Катифа и Северной Самарии, где была размещена ещё одна отреставрированная копия мозаичного пола древней синагоги в Газе.
8 ноября 2023 года одним из самых популярных запросов в поисковике «Google» на иврите был «древняя синагога в секторе Газа». А случилось это, так как впервые за несколько десятилетий солдаты Армии обороны Израиля опять смогли там молиться во время ответной военной операции после нападения ХАМАСа.